# Rukshana Kapali
Rukshana Kapali (em neuari: रुक्शना कपाली  ; nascido em 1999) é uma ativista da etnia Newar que vive no Nepal. Kapali faz campanha pelos direitos intersexuais e LGBT e pela proteção da cultura e da língua do povo Newar. Defendeu judicialmente, o direito de se identificar como mulher e não como terceiro género, no Supremo Tribunal do Nepal e, em Novembro de 2023, o tribunal decidiu a seu favor.

## Biografia
Rukshana Kapali nasceu em 1999 em Patan, no Nepal.  De etnia Newar, Kapaldi cresceu falando a língua Newar (Nepal Bhasa) em casa, em vez do Nepali. 
Kapali foi designada do sexo masculino à nascença mas durante a escola mudou de nome e o género para feminino. Quando estudou para o Bachelor of Arts em Linguística e Sociologia no Tri-Chandra Multiple Campus em Katmandu, teve dificuldades em inscrever-se nos exames devido à mudança de nome e o que a levou a tornar-se ativista dos direitos dos transexuais e dos direitos humanos. 
Adoptando uma abordagem interseccional, Kapali fez campanha sobre questões intersexuais e LGBT e sobre a proteção da cultura e da língua do povo Newar. Fundou o Queer Youth Group com outras pessoas do Vale de Katmandu.  Criou um blogue sobre o seu ativismo e escreve sobre Pessoas de Orientação Sexual, Identidade de Género, Expressão de Género e Caraterísticas Sexuais Marginalizadas.  Os seus protestos foram cobertos por meios de comunicação social, entre eles, o The Kathmandu Post. 
Em 2021, Kapali recorreu ao Supremo Tribunal do Nepal para fazer valer o seu direito de se identificar como mulher e não como terceiro género, como tinha sido obrigada a fazer pelas autoridades. Em Novembro de 2023, o tribunal disse a Kapali que ela tinha razão, antes de publicar a sentença por escrito. 

## Reconhecimento
Em 2023, ela apareceu na lista das 100 mulheres da BBC, ao lado de Amal Clooney e Michelle Obama.  No ano seguinte, em 2024, Kapali foi incluída na lista TIME 100 Next dos líderes emergentes mais influentes do mundo. 